# Теорије завере о слетању на Месец
Теорије завере о слетању на Месец тврде да су неки или сви делови програма Аполо и слетања на Месец били превара коју је извела НАСА и чланови других организација. Разне групе и појединци су износили тврдње о завери још од краја 1970их. Најзначајнија тврдња је да су шест слетања са људском посадом (1969—1972) лажирани и да дванаест астронаута из програма Аполо нису ходали Месецом. Теоретичари завере заснивају своје тврдње на веровању да су НАСА и други намерно преварили јавност убедивши их да су се слетања догодила измишљањем, манипулацијом или уништавањем доказа, као што су слике, траке са телеметријским очитавањима, преноси, узорци камења или неки кључни сведоци.
Теоретичари завере су успели да привуку пажњу јавности за своје теорије упркос томе што постоји много неутралних доказа слетања и детаљна оспоравања тврдњи о превари. Анкете спроведене на различитим местима показује да између 8 и 20% испитаних Американаца верује да су слетања људских посада лажирана, а тај број се у Русији пење до 28%. Чак је и велика телевизијска кућа Фокс емитовала документарни филм Теорија завере: Да ли смо слетели на Месец? у ком тврди да је НАСА лажирала прво слетање 1969. да би победила у Свемирској трци.
Крајем 2000их сонда Лунар реконесанс орбитер је начинила слике високог квалитета места слетања Аполо летелица на ком се виде модули за слетање и трагови који су оставили астронаути. 2012. године су објављене слике које показују да заставе из Аполо мисија још увек стоје на Месецу.

## Настанак теорије
Прва књига о овој теми, самообјављено дело Била Кејсига Никад нисмо били на Месецу: Америчка превара од 30 милијарди долара (енгл. We Never Went to the Moon: America's Thirty Billion Dollar Swindle), објављена је 1974, две године након што су завршила летови Апола на Месец. Удружење Равна Земља је било једна од првих организација која су оптужили Насу за лажирање слетања, тврдећи да су исценирали у Холивуду уз спонзорство Волта Дизнија, засновано на сценарију Артура Кларка и у режији Стенлија Кјубрика (Кларк и Кјубрик су претходно заједно радили на скоро реалистичном филму 2001: Одисеја у свемиру). Фолклориста Линда Дех сугерише да је филм Јарац I из 1978. сценаристе и редитеља Питера Хајамса, који приказује лажирано путовање на Марс у свемирском броду који изгледа идентично као и Аполо, могао дати подстицај популарности теорије о превари у периоду након завршетка Вијетнамског рата. Она напомиње да се то догодило у току пост-Вотергејт ере, када су амерички грађани склони да не верују званичним наводима америчких државних функционера. Дех пише: „Масовни медији су катапултирали ове полу-истине у неку врсту зоне сумрака, у којој људи могу да учине да њихова нагађања звуче као истина. Масовни медији имају страшан утицај на људе који немају смернице“. У књизи Човек на Месецу (енгл. A Man on the Moon), објављеној 1994, Ендру Хајкин напомиње да су и у време лета мисије Аполо 8 у Месечевој орбити у децембру 1968. већ кружиле идеје о завери.

## Наводни мотиви лажирања
Теоретичари завере наводе неколико разлога зашто би америчка влада имала користи од обмањивања јавности лажираним слетањем на Месец. Стручњаци пак то оспоравају и тврде како би било немогуће држати такву лаж од јавности јер је више од 400.000 људи радило на програму Аполо готово 10 година, чиме би било тешко осигурати да барем један од њих не би открио тајну да је она постојала.

### Демонстрација моћи
Током 1950-их и 1960-их трајала је свемирска трка између САД и Совјетски Савез. Совјетски Савез је предухитрио Американце у слању првог вештачког сателита (Спутњик 1) и првог човека (Јуриј Гагарин) у свемир, тако да су САД барем хтеле бити прве у слању првог човека на Месец. Председник Џон Ф. Кенеди је 25. маја 1961. одржао говор у којем је пригрлио тај циљ: „Верујем да би ова нација требало да се посвети остваривању циља да до краја ове деценије спусти човека на Месец и вратити га сигурно назад на Земљу“. Једном када је Кенеди обећао слетање на Месец до краја деценије, НАСА је била под огромним притиском испуњења те норме ради престижа државе. У случају да је теорија завере истинита и да САД тада још нису имале техничке могућности лансирати човека на Месец, НАСА је морала лажирати целу ствар како би испало да су САД моћнија и супериорнија држава од СССР.
Ипак, Совјети су слали сонде на Месец још од 1959. и током 1962. „постројења за праћење дубоког свемира су успостављена у ИП-15 и у Усуријску и ИП-16 у Евпаторији, док су станице за комуникацију са Сатурном додате ИП-3, 4 и 14“, од који је последња имала домет од 100 милиона km. Совјетски Савез је пратио Аполо мисије у корпусу за свемирске преносе, који је био у потпуности опремљен најновијом опремом за прикупљање информација и надзор. Василиј Мишин, каснији шеф совјетског свемирског програма, је изјавио да је совјетски програм спуштања на Месец отказан након америчког успеха.

### Скретање пажње са Вијетнама
Према овом аргументу, цела мисија Аполо 11 је требало да само скрене пажњу јавности са Вијетнамског рата, али ту се занемарује чињеница да се инцидент у Тонкиншком заливу одиграо тек 1964, три године након Кенедијевог говора.

### Осигурање буџета
Према овом аргументу, НАСА се бојала да би влада могла укинути њен буџет од 30 милијарди долара ако пројект не би остварио резултате, па су пред крај 1960-их одлучили припремити и емитовати лажно слетање на Месец, које су снимили у студију на Земљи. Према овом концепту, није влада преварила јавност, него је НАСА преварила владу.

## Тврдње

### Нелогичности на сликама и филму
Поборници теорије завере се често ослањају на Насине фотографије. Они истичу нелогичности на сликама и филмовима снимљеним на Месецу. Стручњаци за фотографије (и они неповезани са Насом) одговарају да су нелогичности управо оно што се очекује на правом слетању на Месец. Неки од главних аргумената и контрааргумената су наведени испод.
1. На неким сликама, чини се да су крстићи иза објеката. Камере су биле опремљене Reseau плочом (провидном стакленом плочом са уцртаним крстићима), што би чинило немогућим да се било који фотографисани објекат појави испод мреже. Ово наводи да су ти објекти налепљени преко мреже.
- Ово се дешава само на копираним и скенираним сликама, али не и на оригиналним. Овај ефекат је последица прејаке експозиције: светле беле површине емулзије „крваре“ преко танких црних крстића. Крстићи су танки само 0,1 mm и емулзија би требало да „крвари“ преко само половине те дужине да потпуно прекрије крстиће. Даље, постоје многе слике на којима су центри крстића испрани, док су остали делови нетакнути. На неким сликама америчке заставе, делови крстића се виде на црвеним пругама, док ду неки крстићи избледели или невидљиви на белим пругама.

- Увећана скенирана слика лошег квалитета из 1998 – и крстићи и црвене пруге су помешани
- Увећана скенирана слика већег квалитета из 2004 - крстићи и црвене пруге су јасно видљиви
- Дејвид Скот салутира америчкој застави током мисије Аполо 15. Кракови крстића су испрани на белим пругама заставе
- Увећање заставе, која приказује испране крстиће

2. Крстићи су понекад заротирани или су на погрешним местима.
- Разлог томе је што су неке популарне слике исечене и/или заротиране због естетског утиска.

3. Квалитет фотографија је неуверљиво висок.
- Постоје многе слике лошег квалитета које су снимили астронаути са мисија Аполо. Наса је одлучила да објавио само најбоље примерке.
- Астронаути су користили камере високе резолуције Хаселбанд 500 EL/M Data са Карл Цајс оптиком и 70-mm филмом.

4. Не виде се звезде ни на једној од фотографија; астронаути из мисије Аполо 11 су након завршетка мисије тврдили да се не сећају да су видели иједну звезду.
- Астронаути су причали о гледању звезда голим оком током месечеве обданице. Они су редовно виђали звезде кроз оптичке уређаје брода за навигацију док су равнали своје инерцијалне референтне платформе.

- Сва слетања на Месец са људском посадом су се одиграла током периода месечевог дана (један дан на Месецу траје око 30 земаљских дана). Стога је сјај звезда надјачан сунчевом светлошћу и светлошћу рефлектоване од месечеве површине. Очи астронаута су се адаптирале на пејзаж око њих обасјан сунчевом светлошћу, па нису могли видети релативно бледе звезде. Исто тако, камере су биле подешене на дневну светлост и нису могле да детектују звезде. Астронаути су могли да виде звезде голим оком само када су били у месечевој сенци.

- Ултраљубичасти телескоп је понесен на Месец у Аполу 16 и радио је у сенци лунарног модула. Он је снимио слике Земље и многих звезда, од које су неке једва видљиве за људско око, али су светле на фотографијама снимљеним у ултраљубичастом светлу. Ова опажања се поклапају са опажањима ултраљубичастих телескопа у орбити. Даље, позиције тих звезда у односу на Земљу су тачне за место и време слика из мисије Аполо 16.

- Слике сунчеве короне која је обухватала планету Меркур и неке звезде у позадини је из Месечеве орбите снимио пилот командног модула Апола 15 Ал Ворден.

- Астронаут Алан Шепард је направио слике планете Венера (која је много светлија од удаљених звезда) током мисије Аполо 14.

- Слика Међународне свемирске станице снимљена кратком експозицијом из свемирског шатла Атлантис у фебруару 2008 – једна од многих слика снимљених у свемиру без видљивих звезда
- Земља и свемирска станица Мир у јуну 1995 – пример како сунчева светлост може да надјача светлост звезда и да их учини невидљивим
- Слика снимљена дугачком експозицијом са Месечеве површине од стране астронаута на мисији Аполо 16 путем специјалне ултраљубичасте камере. Она показује Земљу са правилном звезданом позадином.
- Слика снимљена дугачком експозицијом са МСС током уласка свемирског шатла у земљину атмосферу. На овој слици Земља је обасјана месечевом, а не сунчевом светлошћу.

- Исечена слика на којој Баз Олдрин салутира америчкој застави
- Исечена слике снимљена неколико секунди касније
- Анимација ове две слике, која показује да се застава не њише

## Напомена
1. ↑  Хајамс је режирао и 2010: Година остваривања контакта, наставак филма 2001: Одисеја у свемиру